# Ludwig Person
Ludwig Person (* 6. Juli 1555 in Wittenberg; † 19. Oktober 1607 in Dresden) war ein deutscher Rechtswissenschaftler.

## Leben

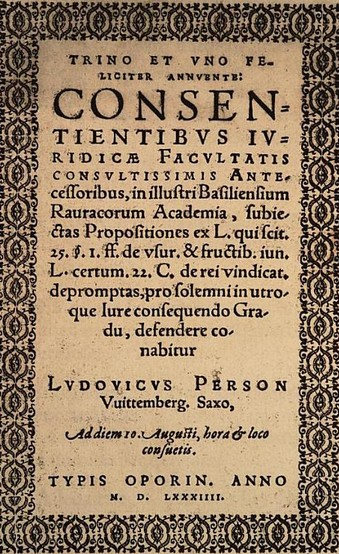
Consentientibus iuridicae facultatis consultissimis antecessoribus, 1584

Ludwig war der Sohn des Stadtkämmerers und Wittenberger Ratsherrn Magnus Person († 25. Februar 1561 in Wittenberg) und dessen zweiter Frau Walpurgis Lindener (* um 1520 in Zwickau; † 31. Januar 1579 in Wittenberg). Sein Vater war aus dem schottischen Edinburgh zur Reformationszeit nach Wittenberg gekommen, wo er sich ein ansehnliches Vermögen aufbauen konnte. So war seine Witwe nach dessen Tod in der Lage, die sechs gemeinsamen Söhne studieren zu lassen. Ludwig wurde am 17. September 1563 in den Matrikeln der Wittenberger Hochschule deponiert. Nach anfänglicher philosophischer Ausbildung besuchte er die Vorlesungen an der juristischen Fakultät von Joachim von Beust, Michael Teuber, Peter Heige, Kaspar Altenaich, Johannes Limmer (1548–1591), Eberhard von Weyhe und Veit Winsheim der Jüngere. Seine Studien setzte er an der Universität Leipzig, an der Universität Ingolstadt, am 21. September 1583 an der Universität Heidelberg, an der Universität Padua und im April 1584 an der Universität Basel fort.
In Basel erwarb er 1584 das Lizentiat der Rechte. Zurückgekehrt nach Wittenberg berief man ihn am 27. März 1588 zum Adjunkten der juristischen Fakultät und zum Advokaten am Wittenberger Hofgericht. Er promovierte am 13. Mai 1589 zum Doktor der Rechte, wurde 1592 Professor der Instituten und Assessor am Konsistorium Wittenberg. Als Rektor der Alma Mater war er im Sommersemester 1595 zum Professor der Pandekten aufgestiegen. 1606 wurde er als Hofrat des sächsischen Kurfürsten Christian II. nach Dresden berufen und erhielt den Lehrstuhl des Kodex an der Wittenberger Hochschule. Dort verstarb er am 19. Oktober 1607 an den Folgen eines Herzschlags. Sein Leichnam wurde am 22. des Monats in der Dresdner Sophienkirche beigesetzt.
Am 17. September 1589 heiratete Person in Wittenberg Magdalena Laurentius (* 1561 in Dresden; † 4. Mai 1619 in Wittenberg), die Witwe des kurfürstlich sächsischen Kammersekretärs Benedikt Arnold, (⚭ 1581 in Dresden, † 1586), die Tochter des Dresdner Hofgoldschmiedes und Juweliers Peter Laurentius und dessen Frau Martha Petzsch. Aus der Ehe kennt man die Söhne Johann Person (~ 7. September 1599 in Wittenberg) und Ludwig Person, sowie die Töchter Magdalena Person (* 30. September 1594 in Wittenberg, ~ 1. Oktober 1594 ebd.) und Maria Person (~ 8. Dezember 1596 in Wittenberg; † 7. April 1601 ebenda).

## Werke
- Theses de donationibus. 1587.
- Theses de appellationibus. 1588.
- Oratio de Wittenberga. Wittenberg 1602.
- Petri Heigi quaestiones juris civilis et saxonici. Wittenberg 1601.
- De Iuramento Litis Decisivo. Wittenberg 1603.
- Diss. de condictione indebiti.
- Diss. de pignoribus et hypothecis.
- De contrahenda emtione et venditione.
- Diss. de injuriis.
- Diss. de dotibus earumque jure.
- De interdicto unde vi, et vi armata etc.